# Здравоохранение в Молдове
Здравоохранение в Молдове является в основном государственным. С 2004 года была введена система универсального здравоохранения и всеобщего медицинского страхования. Государство тратит на здравоохранение 11,9 % от ВВП, то есть 341 доллар на душу населения (это один из самых низких показателей в Европе).
По данным ВОЗ на 2014 год средняя продолжительность жизни составила 71,8 лет. 88 % всех случаев смерти приходится на неинфекционные заболевания: сердечно-сосудистые заболевания (58%) и рак (15%). 533 человека из 1000000 страдают ВИЧ, 160 на 1000000 — туберкулёзом. 43,6% мужчин и 5,6% женщин в Молдове регулярно употребляют табачные изделия. Избыточным весом в стране страдают 55,9 %, ожирением 22,9 %.

## Страхование
С 2004 года страховка является обязательной для всех граждан. Её стоимость составляет 4054 лея в год (примерно 200 евро), 3,5 % её стоимости оплачивает пациент, ещё 3,5 % — работодатель. Для детей, школьников, студентов, пенсионеров, инвалидов и малоимущих платы за страховку нет: её оплачивает государство. Однако несмотря на универсальность, медицинскую страховку имеют только 83 % населения страны. Некоторые люди не хотят иметь страховку, потому что утверждают, что она слишком дорогая или потому что они хотят лечиться в частных клиниках.

## Минимальная медицинская помощь
Независимо от наличия страховки каждому жителю страны оказывается так называемая минимальная медицинская помощь. В этот минимум входят консультация врачей-специалистов, диагностические тесты, иммунопрофилактика, скорая помощь, лечение в стационаре при туберкулезе, психических расстройствах, онкологических заболеваниях, астме, диабете и ряде инфекционных заболеваний.